# Мирзаев, Алим Хашимович
Алим Хашимович Мирзаев (род. 31 июля 1961, Ферганская долина, Киргизская ССР) — журналист-международник, продюсер документальных фильмов и автор ряда книг: «Не запрещайте мне мечтать», «За мечтой (Туран)».

## Биография
Родился в 1961 году в Ферганской долине, Киргизская ССР. Является членом Союза журналистов России, международной ассоциации журналистов, Союза писателей России. Специалист по вопросам Центральной Азии и Афганистана.

## Образование и научная деятельность
Учился в средней школе-интернате № 11 в г. Фергана, Узбекская ССР
Закончил курсы журналистики при Союзе журналистов в Москве.
Получил высшее образование, окончил Московский государственный педагогический университет (факультет истории и государственного права).

## Карьера
Трудовую деятельность начал в Союзе писателей Узбекистана в Ташкенте.
С 1989 года по 2005 год работал в журнале «Огонёк» (Холдинг «Совершенно Секретно»), директором региональной службы, а также собственным корреспондентом по республикам Центральной Азии. Во время работы в «Огоньке» и «Совершенно Секретно» руководил проектами по странам Центральной Азии.
Продюсер и автор сценариев ряда документальных фильмов: «Чингиз Айтматов», «Отец» (биография Ахмата Кадырова), «Когда падают горы», «За мечтой (Туран)».
Автор книг: «Не запрещайте мечтать», «За мечтой», книга-альбом «Страна небесные горы», «Отец».
Алим Хашимович подготовил 7 спецвыпусков журнала «Огонёк» посвященный Средней Азии. А также подготовил цикл телепередач: «Паншерский лев» (Афганистан), «Президент Аскар Акаев», «Казахстан» и другие.
Мирзаев брал интервью у первых лиц государств Средней Азии, таких как:
(Аскар Акаев, президент Кыргызстана, Эмомали Рахмонов, президент Таджикистана; Сапармурат Ниязов, президент Туркменистана; Ильхам Алиев, президент Азербайджана; Нурсултан Назарбаев, президент Казахстана) и с президентом Татарстана Минтимером Шаймиевым. Также брал интервью у первых лиц ближневосточных государств (президент Пакистана, руководство Афганистана, Ирака, Ирана).
С 1989 года совместно с компаниями «ARD», «ВВС», журналом «ГЕО» и Испанским телевидением, Алим Хашимович осуществил несколько успешных телевизионных и издательских проектов на тему жизни Центральной Азии и вопросов Ислама. Мирзаев работал политическим обозревателем ежемесячного журнала «VIP-премьер» по странам Центральной Азии и Ближнего Востока. С 2005 по 2008 годы занимал должность вице-президента металлургической компании «АГИС-Сталь» в области внешнеэкономической деятельности. В 2008—2009 гг. часто находился в служебных командировках в Иране, организовал интервью для журнала «VIP-премьер» с президентом Ирана, Махмудом Ахмадинежадом. Как специалист по Исламу встречался со многими представителями высшего духовенства Ирана.
Более 15 лет Алим являлся аккредитованным корреспондентом российских СМИ в странах
Центральной Азии. Также принимал участие во всех международных политических встречах в рамках СНГ, ШОС и других организаций.
Алим Мирзаев 6 декабря 2023 года принял участие в аудиенции в Ватикане, которая прошла в Зале Павла VI, где Папа Франциск продолжил цикл катехизических наставлений об апостольском рвении, посвятив общую аудиенцию роли Духа Святого в деле благовестия.

## Личная жизнь
У Алима Хашимовича семеро детей.